# إسك (تقي)
إسك هي إحدى مشيخات المملكة المغربية، تتبع جغرافيا لعمالة أكادير إدا وتنان وإداريًا لتقي. يقدر عدد سكانها بـ 1655 نسمة حسب الإحصاء الرسمي للسكان والسكنى لسنة 2004.